# Хорватское радио
Хорватское радио (хорв. Hrvatski radio) — государственное радио Хорватии.

## Краткая история
Хорватское радио является преемником Загребской радиостанции, которая начала вещать 15 мая 1926 под руководством Иво Штерна. Изначально эта радиостанция была частным предприятием, но была национализирована 1 мая 1940. Во время Второй мировой войны радиостанция, называвшаяся «Hrvatski krugoval» находилась в полном распоряжении властей Независимого Государства Хорватия и была рупором пропаганды. После войны возрождённая Загребская радиостанция стала первой крупной общественной радиостанцией в юго-восточной Европе. В настоящее время Хорватское радио находится в составе ТРК «Радио и телевидение Хорватии» (ранее Радио и телевидение Загреба).
В составе Хорватского радио вещают три радиостанции: HR 1 (преимущественно музыкальная радиостанция), HR 2 (акцент на развлекательные программы, большое количество ток-шоу) и HR 3 (познавательные передачи и классические концерты).